# Чемпіонат Європи з хокею із шайбою 1925
Чемпіонат Європи з хокею із шайбою 1925 — 10-й чемпіонат Європи з хокею із шайбою, який проходив у Чехословаччині з 8 січня по 11 січня 1925 року. Матчі відбувались у містах Штрбське плесо та Старий Смоковець.

## Результати
8 січня
| Команда #1 | Результат | Команда #2 |
| ---------- | --------- | ---------- |
| Швейцарія  | 1:1       | Бельгія    |

9 січня
| Команда #1     | Результат | Команда #2 |
| -------------- | --------- | ---------- |
| Чехословаччина | 3:0       | Австрія    |

11 січня
| Команда #1     | Результат | Команда #2 |
| -------------- | --------- | ---------- |
| Чехословаччина | 1:0       | Швейцарія  |
| Австрія        | 2:0       | Бельгія    |
| Австрія        | 2:2       | Швейцарія  |
| Чехословаччина | 6:0       | Бельгія    |

## Підсумкова таблиця
|                | М | В | Н | П | Ш    | Очк |
| -------------- | - | - | - | - | ---- | --- |
| Чехословаччина | 3 | 3 | 0 | 0 | 10:0 | 6   |
| Австрія        | 3 | 1 | 1 | 1 | 4:5  | 3   |
| Швейцарія      | 3 | 0 | 2 | 1 | 3:4  | 2   |
| Бельгія        | 3 | 0 | 1 | 2 | 1:9  | 1   |

## Найкращий бомбардир
Йозеф Малечек (Чехословаччина)  — 5 голів.
| Чемпіон Європи 1925 Чехословаччина Другий титул |

## Склад чемпіонів
Чехословаччина
- Воротарі: Ярослав Странський, Ян Пека
- Польові гравці: Карел Пешек-Кадя, Карел Кожелух, Франтішек Лоренц, Отакар Віндіш, Вілем Лоос, Ярослав Їрковський, Йозеф Шроубек, Йозеф Малечек, Ярослав Пушбауер, Ян Гамачек.